# Mette Gravholt
Mette Bjorholm Gravholt (n. 12 decembrie 1984, în Egtved) este o handbalistă daneză care joacă pentru clubul Nykøbing Falster HK și echipa națională a Danemarcei. Gravholt evoluează pe postul de pivot.
Pe 3 aprilie 2017, postul de televiziune danez TV2 a anunțat că, începând din sezonul 2017-2018, handbalista va juca pentru clubul românesc CS Dinamo București, însă acest lucru nu s-a materializat.

## Viața particulară
Mette Gravholt a avut o relație sentimentală cu colega sa de club și de la echipa națională Kristina Kristiansen.

## Palmares

### Club
- Cupa EHF:
  -  Câștigătoare: 2013
  - Finalistă: 2011

### Echipa națională
- Campionatul Mondial:
  -  Medalie de bronz: 2013

## Distincții individuale
- Cel mai bun pivot din campionatul danez: 2013[4], 2014[5], 2016[6]
- Cea mai bună marcatoare din campionatul danez: 2011, 2012